# Ykkönen 2009
La Ykkönen 2009 fu la quindicesima edizione della seconda serie del campionato finlandese di calcio come Ykkönen. Il campionato, con il formato a girone unico e composto da quattordici squadre, venne vinto dall'Oulu, che venne promosso in Veikkausliiga.

## Stagione

### Novità
Dalla Ykkönen 2008 venne promosso in Veikkausliiga il JJK, mentre vennero retrocessi in Kakkonen il VIFK, il GrIFK e il KäPa. Dalla Veikkausliiga 2008 venne retrocesso il KooTeePee, mentre dal Kakkonen vennero promossi il Klubi-04, il PoPa e il Kiisto. Il Pallokerho-35 si trasferì da Helsinki a Vantaa, cambiando denominazione in PK-35 Vantaa.

### Formula
Le quattordici squadre si affrontavano due volte nel corso del campionato, per un totale di 26 giornate. La prima classificata veniva promossa direttamente in Veikkausliiga, mentre la seconda classificata affrontava la tredicesima classificata in Veikkausliiga in uno spareggio promozione/retrocessione. Le ultime tre classificate venivano retrocesse direttamente in Kakkonen.

## Squadre partecipanti
| Club          | Città       | Stadio                  | Stagione 2008                            |
| ------------- | ----------- | ----------------------- | ---------------------------------------- |
| Atlantis      | Helsinki    | Töölön Pallokenttä      | 11º posto in Ykkönen                     |
| Hämeenlinna   | Hämeenlinna | Kaurialan kenttä        | 3º posto in Ykkönen                      |
| JIPPO         | Joensuu     | Keskusurheilukenttä     | 5º posto in Ykkönen                      |
| Kiisto        | Vaasa       | Kaarlen Kenttä          | 1º posto in Kakkonen lohko C             |
| Klubi 04      | Helsinki    | Finnair Stadium         | 1º posto in Kakkonen lohko A             |
| KooTeePee     | Kotka       | Arto Tolsa Areena       | 14º posto in Veikkausliiga               |
| KPV           | Kokkola     | Kokkolan Keskuskenttä   | 6º posto in Ykkönen                      |
| AC Oulu       | Oulu        | Castrén                 | 4º posto in Ykkönen                      |
| PK-35 Vantaa  | Vantaa      | ISS Stadion             | 7º posto in Ykkönen (come Pallokerho-35) |
| PoPa          | Pori        | Porin stadion           | 1º posto in Kakkonen lohko B             |
| PS Kemi Kings | Kemi        | Sauvosaari              | 8º posto in Ykkönen                      |
| TP-47         | Tornio      | Pohjan Stadion          | 10º posto in Ykkönen                     |
| TPV           | Tampere     | Tammela Stadion         | 9º posto in Ykkönen                      |
| Viikingit     | Helsinki    | Vuosaaren Urheilukenttä | 2º posto in Ykkönen                      |

## Allenatori
| Squadra     | Allenatore        |
| ----------- | ----------------- |
| Atlantis    | Pasi Pihamaa      |
| Hämeenlinna | Teuvo Palkki      |
| JIPPO       | Mark Dziadulewicz |
| Kiisto      | Harri Kevari      |
| Klubi-04    | Juho Rantala      |
| KooTeePee   | Tommi Kautonen    |
| KPV         | Jarmo Korhonen    |

| Squadra       | Allenatore        |
| ------------- | ----------------- |
| Oulu          | Juha Malinen      |
| PK-35         | Mikko Lappalainen |
| PoPa          | Pertti Lundell    |
| PS Kemi Kings | Jukka Kuusisto    |
| TP-47         | Oleg Eprincev     |
| TPV           | Mikko Purola      |
| Viikingit     | Toni Korkeakunnas |

## Classifica finale
|  | Pos. | Squadra       | Pt | G  | V  | N | P  | GF | GS | DR  |
|  | ---- | ------------- | -- | -- | -- | - | -- | -- | -- | --- |
|  | 1.   | AC Oulu       | 53 | 26 | 16 | 5 | 5  | 57 | 24 | +23 |
|  | 2.   | KPV           | 51 | 26 | 15 | 6 | 5  | 32 | 25 | +7  |
|  | 3.   | Viikingit     | 50 | 26 | 15 | 5 | 6  | 48 | 19 | +29 |
|  | 4.   | PoPa          | 41 | 26 | 11 | 8 | 7  | 53 | 39 | +14 |
|  | 5.   | KooTeePee     | 39 | 26 | 11 | 6 | 9  | 23 | 21 | +2  |
|  | 6.   | Hämeenlinna   | 38 | 26 | 10 | 8 | 8  | 36 | 33 | +3  |
|  | 7.   | PS Kemi Kings | 38 | 26 | 12 | 2 | 12 | 36 | 46 | -10 |
|  | 8.   | Klubi 04      | 37 | 26 | 10 | 7 | 9  | 46 | 45 | +1  |
|  | 9.   | PK-35 Vantaa  | 35 | 26 | 10 | 5 | 11 | 31 | 30 | +1  |
|  | 10.  | JIPPO         | 29 | 26 | 8  | 5 | 13 | 28 | 39 | -11 |
|  | 11.  | TPV           | 28 | 26 | 7  | 7 | 12 | 28 | 38 | -10 |
|  | 12.  | TP-47         | 27 | 26 | 7  | 6 | 13 | 29 | 41 | -12 |
|  | 13.  | Atlantis      | 21 | 26 | 6  | 3 | 17 | 26 | 50 | -24 |
|  | 14.  | Kiisto        | 20 | 26 | 5  | 5 | 16 | 25 | 48 | -23 |

Legenda:
      Promossa in Veikkausliiga
 Ammessa allo spareggio promozione-retrocessione
      Retrocesse in Kakkonen
Note:
Tre punti a vittoria, uno a pareggio, zero a sconfitta.